# Боровая улица (Киев)
Боровая улица - улица в Дарницком районе города Киева, местность Красный хутор. Проходит от улицы Владимира Рыбака до Армянской улицы. 
Присоединяются улицы Томашпольская, Молочанская, Грузинская, переулки Грузинский и Армянский.
С одной стороны улицы расположены частные дома, а с другой – Парк партизанской славы.

## История
Улица возникла в 1950-х годах под названием 408 Новая, современное название — с 1953 года. Во многих современных официальных документах указана как Дибровна.
Одноименная улица находится в том же районе, в поселке Бортничи.